# Lattice Semiconductor
Lattice Semiconductor Corporation es un fabricante con sede en los Estados Unidos de dispositivos lógicos programables de alto rendimiento (FPGAs, CPLDs, y SPLDs ). Fundada en 1983, la compañía emplea a unas 700 personas y tiene una facturación anual de alrededor de $300 millones, con Darin Billerbeck como director ejecutivo. La compañía con sede en Oregón es la tercera empresa clasificada en la cuota de mercado mundial de dispositivos FPGA,  y el número dos de CPLDs y SPLDs. la compañía se hizo pública en 1989 y cotiza en la bolsa de valores NASDAQ bajo el símbolo LSCC.

## Historia
Lattice fue fundada el 3 de abril de 1983, por Rahul Sud. Winningstad, Harry Merlo, Tom Moyer, y John Piacentini fueron los primeros inversores en la compañía. El fundador Sud dejó la presidencia en diciembre de 1986, y Winningstad lo dejó como presidente de la junta en 1991. Lattice se incorporó a Oregón en 1983 y fue reincorporado en Delaware en 1985. Las primeras luchas dirigieron al capítulo 11 de la reorganización por bancarrota en julio de 1987. La compañía salió de la bancarrota después de 62 días, y se trasladó a una sede más pequeña en Hillsboro, Oregón, a partir de lo que entonces era un área no incorporada cerca de Beaverton.
El siguiente año la compañía registró ingresos récord después de la reducción de 140 empleados a 75 empleados después de la quiebra. Ciro Tsui se convirtió en director general de la compañía en 1988. El 9 de noviembre de 1989, Lattice se convirtió en una compañía que cotizaba en la bolsa cuando sus acciones aparecieron en el NASDAQ después de la oferta pública inicial. El precio de la acción inicial fue de $6, y se levantó a casi $14 millones en el capital de la empresa. En julio de 1990, Lattice planteó un adicional de $ 22.6 millones de una segunda oferta de acciones, la venta de cerca de 1.5 millones de nuevas acciones a 16.25 dólares por acción.
En 1995, la compañía trató de hacer valer los derechos de marca con Silicon Forest más allá del uso de su marca comercial para el uso en dispositivos semiconductores.  Se había registrado la marca en 1985, pero más tarde admitió que no podían evitar el uso del término como sustantivo. Forbes clasificó a la compañía como la 162 mejor compañía pequeña en los Estados Unidos en 1996.
En 1996, Lattice comenzó a expandirse a Hillsboro, Oregón, una sede para duplicar el tamaño de la instalación. La empresa creció en ingresos anuales con más de $560 millones y las ganancias de más de $160 millones en el año 2000. El precio de sus acciones alcanzó su punto más alto ese año de 41.34 dólares por acción, ajustado por la división de acciones. Lattice compró la división de FPGA de Agere Corporation en 2002. Steve Skaggs fue contratado como director general en 2005, en sustitución de Ciro Tsui. Ese año, Lattice tenía despidos por primera vez en la historia de la compañía. Para el año fiscal 2006 Lattice registró una ganancia de $3.1 millones en los ingresos de $ 245,500,000, este fue el primer beneficio anual para la empresa desde el año 2000.
En 2004, la compañía estableció cargos con el gobierno de Estados Unidos el cual había exportado ilegalmente ciertas tecnologías a China, el pago de una multa de 560,000 dólares. En junio de 2008, Bruno Guilmart fue nombrado como director ejecutivo de la compañía, en sustitución de Steve Skaggs. Para el año fiscal 2008, Lattice tuvo una pérdida de $32 millones en ingresos anuales de $222.3 millones. En 2009, la compañía comenzó a mover todas sus operaciones de piezas de almacén de Oregón a Singapur. A través de julio de 2009, la compañía había perdido dinero durante diez trimestres consecutivos, y tuvo su primer trimestre rentable en tres años durante el cuarto trimestre de 2009. Bruno Guilmart dejó la compañía en agosto de 2010, y Darin Billerbeck, que acababa de vender Zilog en el año pasado, fue nombrado el nuevo director general en octubre de ese año, a partir de noviembre. La compañía reportó en 2011 unos ingresos de $318 millones. Para el primer trimestre de 2012 Lattice reportó ingresos de $71,700,000. La compañía reportó ingresos de $70,800,000 de dólares para el segundo trimestre de 2012. Después inició un programa de acciones de recompra en 2010 que continuó hasta 2012 con un total de alrededor de $35 millones aplicado en su totalidad.
El 9 de diciembre de 2011, Lattice anunció que estaba adquiriendo SiliconBlue por $63.2 millón en efectivo. Lattice anunció en julio de 2012 un acuerdo de unión con United Microelectronics Corporation. En octubre de 2012, la compañía anunció los ingresos del tercer trimestre de $70,9 millones y la reestructuración que incluyó despidos. Lattice volvió a ser rentable en 2013 con un beneficio de $22,3 millones dólares de $332.5 millones en ingresos. La compañía adquirió Silicio imagen Inc. por $ 606,000,000 en marzo de 2015 y se trasladó la sede de la empresa al centro de Portland.

## Operaciones

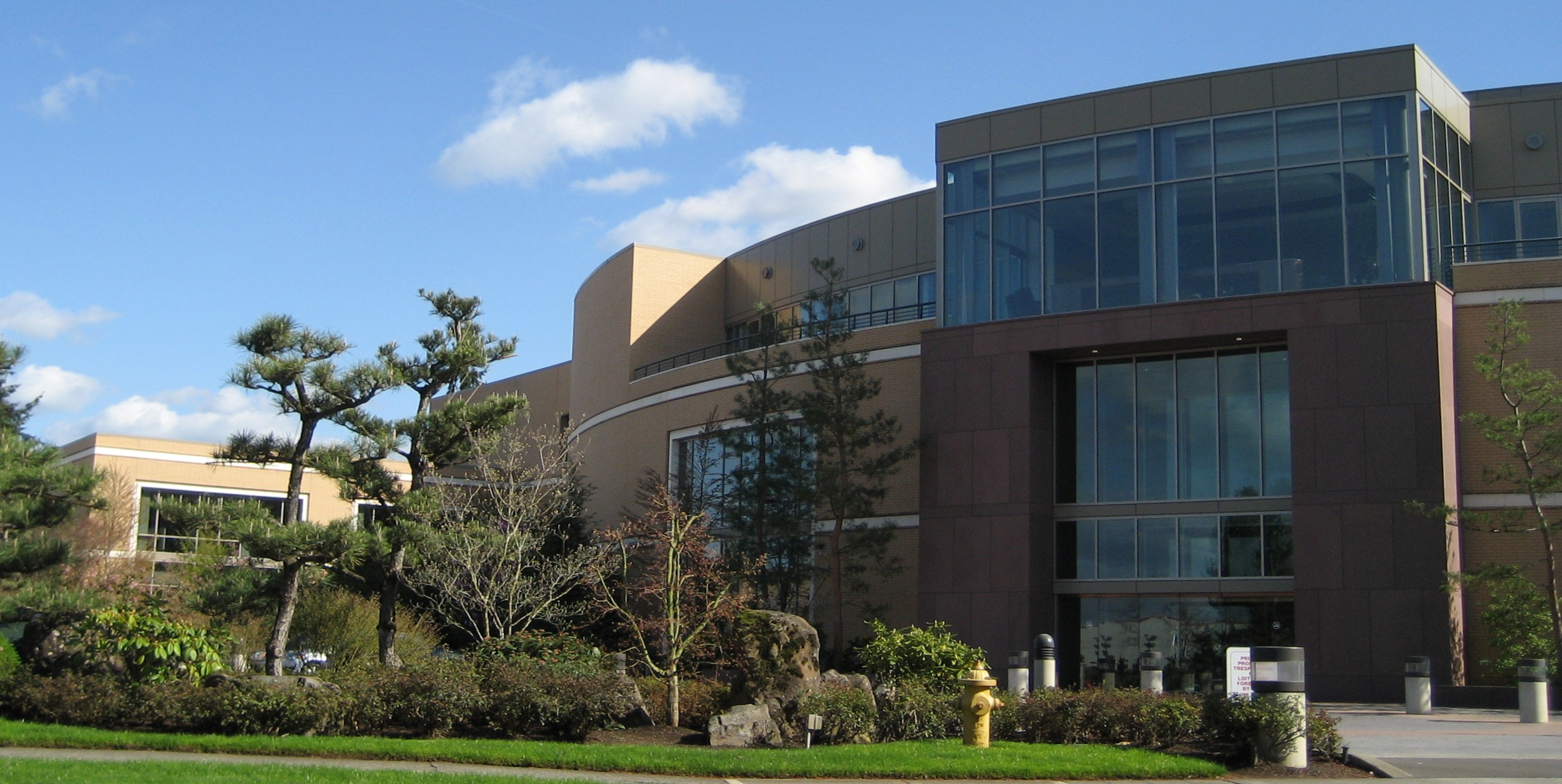
Sede central en Hillsboro, Oregón

Además de CPLDs y SPLDs, Lattice también fabrica FPGAs, señales mixtras programables y productos de interconexión, software relacionado y propiedad intelectual (IP). Los principales productos de Lattice son la ECP y la serie XP de FPGAs (Field-Programmable Gate Arrays), la serie Mach de CPLDs (complejos dispositivos lógicos programables), la serie ispPAC POWR de productos de gestión de energía programables (programable mixta FPAA señal) y diseño de software diamante de Lattice. En el nodo de 90nm, Lattice ofrece una variedad de dispositivos FPGAs. Los productos se utilizan en una variedad de usos finales, tales como televisores de pantalla plana y ordenadores portátiles.
La compañía tiene su sede central en Hillsboro, Oregón, en el área de alta tecnología conocida como Silicon Forest. La compañía emplea a 700 personas en todo el mundo, con aproximadamente 250 de ellos en la sede de la empresa. Darin Billerbeck es director y presidente ejecutivo de Lattice. Entre sus principales competidores son Xilinx, Altera, Actel y QuickLogic.